# Адинатон
Адинато́н (от др.-греч. ἀδύνᾰτον «невозможное») — фигура речи в форме гиперболы, когда нечто невозможное или очень трудное в осуществлении сопоставляется, с помощью отвлечённого примера и сильного преувеличения, с какой-либо нереальной ситуацией, с чем-то, чего по природе вещей не может быть. Риторический приём доведения сравнения до невозможного, нередко с юмористическим эффектом.
Типичные примеры:
- Гипербола, приведённая в евангелиях от Матфея (19:24) и Марка (10:25): «Легче верблюду пройти сквозь игольное ушко, нежели богатому войти в Царство Божие»
- Фразеологизм-катахреза: «Когда рак на горе свистнет»
- Шекспир, Генрих IV, часть 2: «… Драгоценному принцу, у которого пух ещё не вырос на подбородке. Скорее у меня вырастет борода на ладони, чем у него на лице …»
- Ответ начальника крепости Измаил Айдослу Мехмед-паши на ультиматум А. В. Суворова: «Скорее Дунай потечёт вспять и небо упадёт на землю, чем сдастся Измаил»
- «Охотничьи рассказы» Честертона целиком построены на обыгрывании адинатонов.